# Martini-Palais

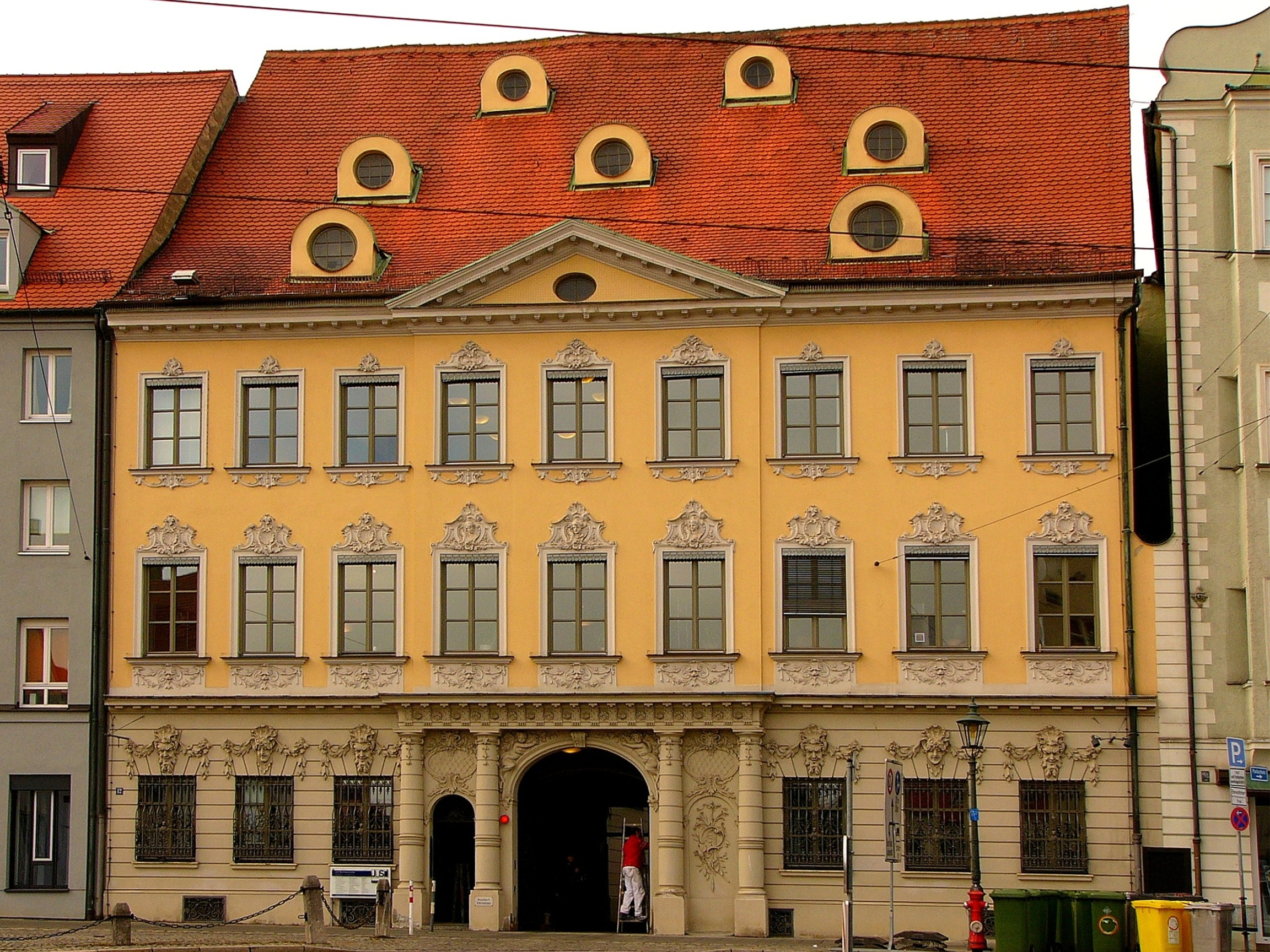
Fassade des Martini-Palais

Das Martini-Palais ist ein ehemaliges Bürgerhaus in der Augsburger Innenstadt. Es liegt auf der Westseite des Ulrichsplatzes (Hausnummer 12) und ist als Baudenkmal in der Bayerischen Denkmalliste eingetragen.

## Geschichte
Im Kern stammt das Anwesen vermutlich aus dem 16. Jahrhundert. Seither war es im Besitz von Bürgern, Grafen, Stadtschreibern und Handelsherren. In dieser Zeit wurde es auch mehrmals umgebaut. So erfolgte 1784 eine Dachsanierung und der Umbau durch Johann Jakob Schüle, der aus ursprünglich drei Einzelhäusern das Palais schuf.
Ende des 19. Jahrhunderts erwarb die Familie Martini das Anwesen. Der Architekt Jean Keller erhielt daraufhin von der Familie Martini im Jahr 1894 den Auftrag für den Umbau des Rückgebäudes mit Errichtung des Treppenturmes im Stil der französischen Renaissance. Im Jahre 1897 erneuerte Keller zudem die zum Ulrichsplatz gelegene Hausfassade im neubarocken Stil. 1928 ging das Anwesen in das Eigentum der Martini & Cie über.

## Architektur

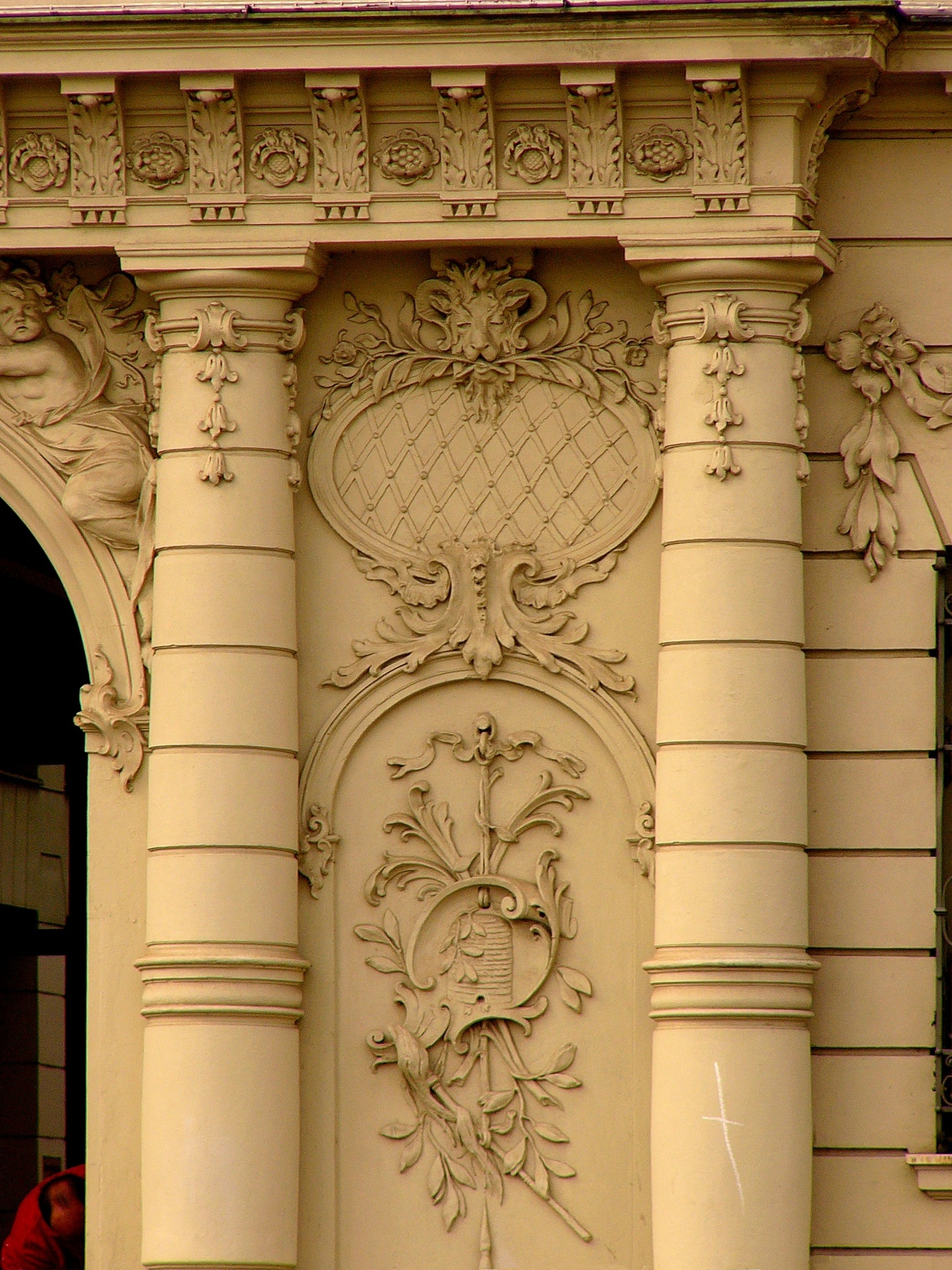
Blick auf die reichhaltig verzierte Fassade

Das Anwesen besteht aus einem Vorderhaus und einem Rückgebäude. Bei dem Vorderhaus handelt es sich um einen dreigeschossigen Traufseitbau mit Satteldach und reich verzierter Fassade im Stil des Neubarocks. Mittig ist ein Risalit angeordnet, der oben durch einen flachen Dreiecksgiebel betont wird. Unten befindet sich ein Rundportal mit Flügeltor, das durch vier Säulen eingerahmt wird. Hinter dem mit geschmiedeten Innenbeschlägen verzierten Tor folgt ein Innenhof. Das Rückgebäude ist ein dreigeschossiger Bau mit polygonalem Treppenturm und aufgesetztem Kegeldach. Vorderhaus und Rückgebäude sind durch seitliche Bauten miteinander verbunden.